# Дријенча
Дријенча је насељено мјесто у општини Челић, Босна и Херцеговина.

## Историја
До рата је ово насеље било у саставу општине Лопаре.

## Становништво
|             | 2013.        | 1991.        | 1981.          | 1971.          |
| Укупно      | 663 (100,0%) | 990 (100,0%) | 1 594 (100,0%) | 1 480 (100,0%) |
| Хрвати      | 654 (98,64%) | 980 (98,99%) | 1 547 (97,05%) | 1 453 (98,18%) |
| Неизјашњени | 5 (0,754%)   | –            | –              | –              |
| Бошњаци     | 2 (0,302%)   | 1 (0,101%)1  | 3 (0,188%)1    | 4 (0,270%)1    |
| Срби        | 1 (0,151%)   | 1 (0,101%)   | 15 (0,941%)    | 16 (1,081%)    |
| Непознато   | 1 (0,151%)   | –            | –              | –              |
| Југословени | –            | 6 (0,606%)   | 28 (1,757%)    | –              |
| Остали      | –            | 2 (0,202%)   | 1 (0,063%)     | 7 (0,473%)     |

1. 1 На пописима од 1971. до 1991. Бошњаци су пописивани углавном као Муслимани.